# Napole
Napole (nemško Nampolach) je naselje občine Šmohor - Preseško jezero v okraju Šmohor na Koroškem v Avstriji.